# Quicksilver Mfg
La Quicksilver Mfg è un'azienda aeronautica statunitense con sede a Temecula, nella Contea di Riverside in California, specializzata nella progettazione, sviluppo e produzione di aerei ultraleggeri.

Nato come un aereo aperto per uno o due passeggeri, nel tempo Quicksilver ha offerto anche la versione con cabina chiusa sempre per uno o due persone. I modelli più diffusi sono i Quicksilver aperti.

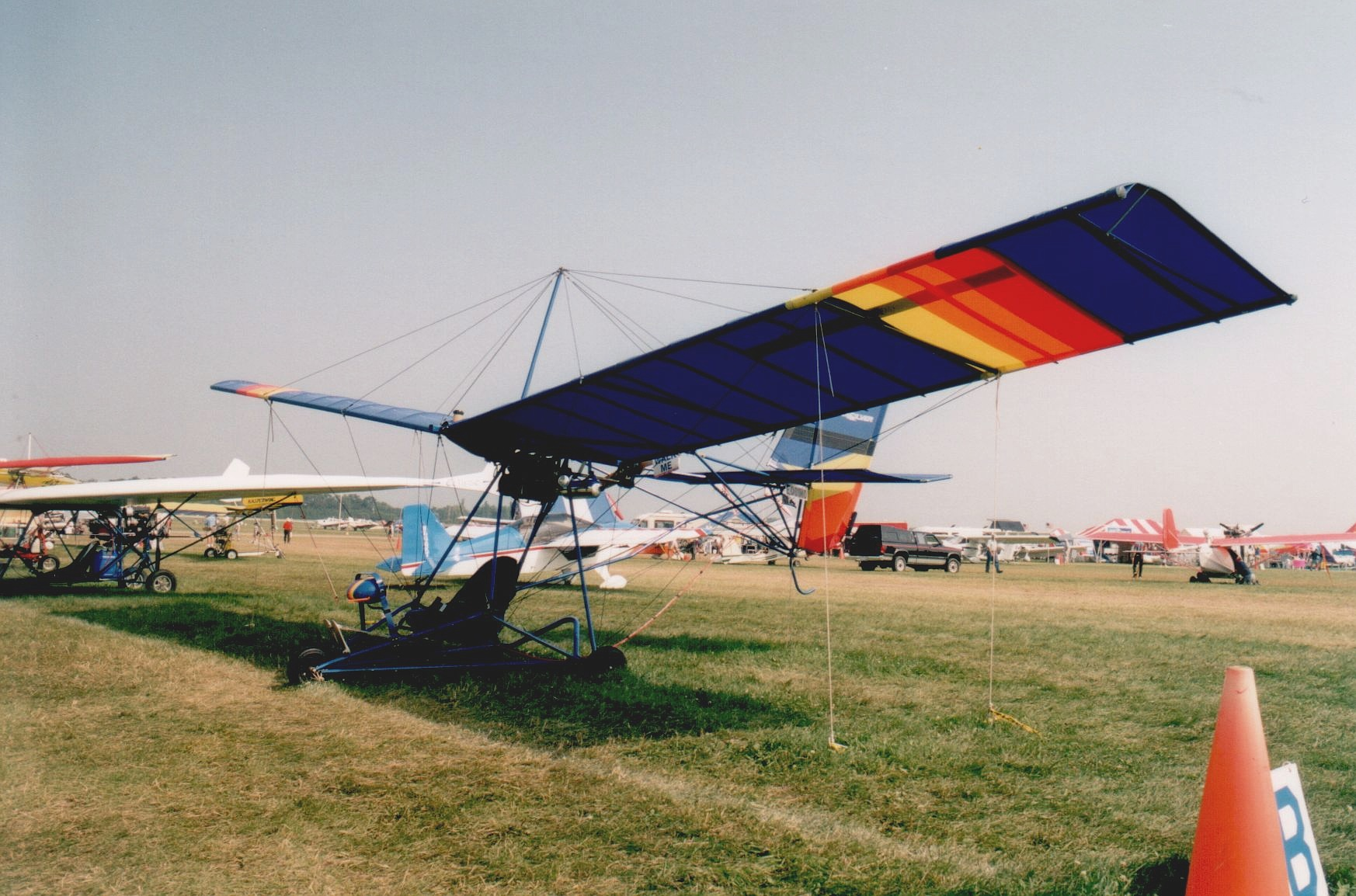
Esemplare di Quicksilver MX.